# Der Kommissar: Grau-roter Morgen
Grau-roter Morgen ist ein 1971 ausgestrahltes, deutsches Kriminalfilmdrama aus der ZDF-Fernsehserie Der Kommissar. Neben der Stammbesetzung um Erik Ode als Kommissar Keller spielen Lilli Palmer und Hans Caninenberg die Eltern einer im Drogensumpf versinkenden Tochter, verkörpert von Sabine Sinjen.

## Handlung
Ein älterer Herr geht morgens mit seinem Schäferhund entlang der Isar Gassi, als er auf dem Ufergras eine Tote liegen sieht, an ihrer Seite eine Gitarre. Die Frau wirkt, als würde sie schlafen, dennoch benachrichtigt der Mann sofort die Polizei. Kommissar Keller und sein Team rücken an. Rasch ist die Identität der noch jungen Frau geklärt: Es handelt sich um Sybille Larasser, eine Drogensüchtige. Keller und seine Assistenten Heines und Klein treffen vor Sybilles Wohnung ihre Mutter an. Die ist wie vom Donner gerührt, als sie vom Tod ihrer Tochter hört, obwohl sie selbst jederzeit mit dieser Hiobsbotschaft gerechnet hat. Denn Frau Larasser wusste von Sibylles Drogensucht. Dass sie erschossen wurde, macht sie hingegen fassungslos.
Frau Larasser wohnt eigentlich in Augsburg, hielt sich allerdings in letzter Zeit immer häufiger in München auf, um ein Auge auf ihre immer stärker in den Drogensumpf abrutschende Tochter zu haben. Detailgenau erzählt Hilde Larasser nun von ihrem unermüdlichen Kampf der letzten zwölf Monate, um ihre Tochter im Kampf gegen das Heroin, das sich Sybille regelmäßig gespritzt hatte und von dem sie einfach nicht loskam, zu unterstützen. Trotz aller Mühe Hildes zeigte sich Sybille als zu labil, um mit eigener Kraft wieder Boden unter die Füße zu bekommen. Im Gegenteil: Mutter Hilde musste mit ansehen, wie ihre sanftmütige Tochter ihr immer mehr entglitt und tief ins Elend abrutschte.
Hilde Larassers Mann ist beim Kampf um die Rettung Sybilles keine große Hilfe. Der Augsburger Geschäftsmann hat seine Tochter längst aufgegeben und begann ganz offensichtlich zunehmend mit Sorge das in seinen Augen sinnlose Engagement seiner Gattin zu betrachten und kritisch zu hinterfragen. „Ich weiß jetzt wie die Hölle aussieht“ sagt die Löwenmutter Frau Larasser rückbetrachtend, nach einem Jahr des Bemühens um ihre Tochter. Am Ende ging Hilde Larasser sogar so weit, selbst die Spritze am Arm der Tochter anzusetzen, weil sie das Elend ihrer unter einem mehrtägigen Entzug leidenden Tochter nicht mehr ertragen konnte und ihrem Flehen nach Hilfe beim Ansetzen der Nadel nachkam. Kommissar Keller geht in diesem Mordfall mehreren Spuren nach, befragt im Beisein von Frau Larasser Sybilles Kontakte im Drogenmilieu. Doch keine dieser Befragungen führt zu einer heißen Spur.
Inzwischen ist Herr Larasser nach München angereist. Weniger, um seiner toten Tochter einen letzten Abschiedsbesuch abzustatten, als vielmehr seine Frau nach Augsburg zurückzuholen. Er will nur noch, dass Gattin Hilde endlich zur Ruhe kommt, wie er es ausdrückt, und lässt durchscheinen, dass er froh ist, dass nun endlich alles vorbei sei. Es scheint, dass der unaufhaltsame Niedergang Sybilles auch die Ehe ihrer Eltern massiv belastete, und dass Herr Larasser in diesem Drama endlich ein Ende herbeisehnte. Schließlich gibt der  gebrochene Mann zu, dass er in der Nacht vor Sybilles Auffinden am Isar-Ufer aus Augsburg nach München fuhr, um seine Frau heimzuholen. Da er in Sybilles Wohnung weder seine Gattin noch die Tochter antraf, fuhr er mit seinem Wagen in der Gegend herum. Einen einzigen typischen Aufenthaltsort Sybilles kannte auch Herr Larasser: die Isar. Als er sie am grau-roten Morgen des neuen Tages auf der anderen Flussseite scheinbar ziellos umherschlendern sah, schoss Larasser auf seine Tochter, um dem ganzen Elend endlich ein Ende zu bereiten.

## Produktionsnotizen
Grau-roter Morgen entstand in München und wurde am 1. Oktober 1971 Freitagabends um 20.15 Uhr im ZDF und auf ORF 1 ausgestrahlt.
Wolf Englert sorgte im Zusammenspiel mit Margret Finger für die Ausstattung, Helmut Holger entwarf die Kostüme. Rüdiger Meichsner assistierte Chefkameramann Rolf Kästel. Komponist Mike Kennedy schrieb das Lied „Louisiana“.
Grau-roter Morgen markierte den Einstand Lilli Palmers im deutschen Fernsehen. Der Film ist, anders als die meisten anderen Kommissar-Folgen, in denen die Ermittlungsarbeit des Teams um Kommissar Keller im Mittelpunkt steht, komplett auf den kosmopolitischen Hollywoodstar mit deutschen Wurzeln ausgerichtet. Lilli Palmer erscheint bereits nach 3 Minuten 20 Sekunden und ist dann bis zum Schluss der Folge omnipräsent.

## Wissenswertes
Die Folge 38 der populären Krimiserie erlangte eine sensationelle Resonanz (siehe Abschnitt „Rezeption“), da er das zu dieser Zeit in der Fernsehunterhaltung bislang konsequent ausgesparte, heikle Thema Drogen und Drogenmissbrauch von bundesdeutschen Jugendlichen – hier am Beispiel von Heroin – ins Zentrum einer hochkarätig besetzten Fernsehkrimifolge stellte. Infolgedessen kam in der Bundesrepublik eine intensive Diskussion bezüglich der Gefahren von Drogensucht in Gang. Angesichts zahlreicher, kurz nach der Erstausstrahlung beim ZDF eingehender Bitten um eine rasche Wiederholung dieser Folge und einer nicht endenden Aktualität dieses Themas wiederholte das ZDF ungewöhnlich frühzeitig (am Samstag, den 5. Februar 1972 frühabends, damit auch drogengefährdete Jugendliche diesen Film konsumieren konnten) Grau-roter Morgen. Weitere Wiederholungen auf diesem Sender liefen am 2. Juni 1979, am 22. Juli 1983 (anlässlich des Todes von Kommissar Keller-Darsteller Erik Ode), am 28. August 1993 und am 22. Februar 2007. Grau-roter Morgen lief außerdem auf 3sat am 16. Juni 1988, am 18. Juli 1993 und am 22. Februar 2009 sowie auf ZDFneo am 10. Juni 2014.

## Rezeption
Die Kritik überschlug sich regelrecht: Am Tag nach der Ausstrahlung schrieb beispielsweise das Hamburger Abendblatt, das noch am Sendetag, dem 1. Oktober 1971, in seiner Programmvorschau gemosert hatte „Nun wird der Wunderkommissar auch noch sozialpolitisch tätig“, enthusiastisch, dass der Film „Zu gut für einen Krimi“ sei und befand, dass Grau-roter Morgen „eine der besten Folgen der Serie“ wäre. Noch Jahrzehnte später hieß es: „Ein Meisterwerk deutscher Fernsehunterhaltung.“
Auch die schauspielerischen Leistungen wurden gewürdigt. In Das große Personenlexikon des Films, das sich eigentlich ausschließlich dem Kinoschaffen verpflichtet fühlt, hieß es in Lilli Palmers Biografie: „Große Beachtung fand die Künstlerin 1971 mit ihrer packenden, hochdramatischen Darstellung der Mutter einer Rauschgiftsüchtigen (Sabine Sinjen), die in ‚Grau-roter Morgen‘, einer Folge der ZDF-Fernsehserie ‚Der Kommissar‘, erfahren muss, dass ihre Tochter, um deren Abkehr vom Drogenkonsum sie unermüdlich gekämpft hatte, von ihrem eigenen Vater (Hans Caninenberg) aus Mitleid erschossen wurde.“ In Sabine Sinjens Biografie ist in demselben Werk folgendes zu lesen: „In dieser ZDF-Krimiserie machte sie 1971 an der Seite von Lilli Palmer und Hans Caninenberg mit der Rolle der von ihrem eigenen Vater ermordeten Heroinsüchtigen in der Folge ‚Grau-roter Morgen‘ Furore.“